# Alfred Schmidt
Alfred Schmidt (Berlim, 19 de maio de 1931 – Francoforte, 28 de agosto de 2012) foi um filósofo alemão.

## Biografia
Schmidt estudou história e inglês, bem como filologia clássica na Universidade de Frankfurt e mais tarde filosofia e sociologia. Ele foi aluno de Theodor W. Adorno e Max Horkheimer e obteve seu doutorado com seu The Concept of Nature in Marx.
Schmidt foi professor de filosofia e sociologia na Universidade de Frankfurt em 1972 e foi feito emérito em 1999. Os principais tópicos de pesquisa de Schmidt foram a teoria crítica da Escola de Frankfurt, filosofia da religião e filosofia de Arthur Schopenhauer.
Schmidt foi membro do PEN Internacional e membro honorário da Sociedade Schopenhauer.

## Principais trabalhos
- Der Begriff der Natur in der Lehre von Karl Marx. Frankfurt am Main: Europäische Verlagsanstalt, 1962. (Tradução para o inglês: The Concept of Nature in Marx. Traduzido por Ben Fowkes. Londres. London: NLB, 1971, ISBN 0-902308-41-6.)
- Geschichte und Struktur. Fragen einer marxistischen Historik. München: Hanser, 1971, ISBN 3-446-11504-8. (Tradução para o inglês:: History and structure. An essay on Hegelian-Marxist and structuralist theories of history. Translated by Jeffrey Herf. Cambridge, Massachusetts: MIT Press, 1981, ISBN 0-262-19198-9.)
- Herbert Marcuse and Alfred Schmidt: Existenzialistische Marx-Interpretation. Frankfurt am Main: Europäische Verlagsanstalt, 1973, ISBN 3-434-20055-X.
- Emanzipatorische Sinnlichkeit. Ludwig Feuerbachs anthropologischer Materialismus. München: Hanser, 1973, ISBN 3-446-11652-4. (Tradução espanhola: Feuerbach, o, La sensualidad emancipada. Traduzido por Julio Carabaña. Madrid: Taurus, 1975, ISBN 84-306-1129-0.)
- Zur Idee der Kritischen Theorie. Elemente der Philosophie Max Horkheimers. München: Hanser, 1974, ISBN 3-446-11863-2.
- Die Kritische Theorie als Geschichtsphilosophie. München: Hanser, 1976, ISBN 3-446-12201-X.
- Drei Studien über Materialismus. Schopenhauer. Horkheimer. Glücksproblem. München: Hanser, 1977, ISBN 3-446-12460-8.
- Kritische Theorie, Humanismus, Aufklärung. Philosophische Arbeiten. Stuttgart: Reclam, 1981, ISBN 3-15-009977-3.
- Goethes herrlich leuchtende Natur. Philosophische Studie zur deutschen Spätaufklärung. München: Hanser, 1984, ISBN 3-446-14141-3.
- Die Wahrheit im Gewande der Lüge. Schopenhauers Religionsphilosophie. München; Zürich: Piper, 1986, ISBN 3-492-10639-0.
- Entstehungsgeschichte der humanitären Freimaurerei. Deistische Wurzeln und Aspekte. Ed. by Klaus-Jürgen Grün and Thomas Forwe. Leipzig: Salier-Verlag, 2014, ISBN 978-3-943539-40-0 (póstumo).